# Batterie de Sathonay
La batterie de Sathonay était située sur la commune de Sathonay (sur l'actuelle commune de Sathonay Village, rue de Rivery).
Elle dépendait du fort de Vancia et couvrait l'ouest du plateau ainsi que le Val de Saône.

## Histoire
Dans le système Séré de Rivières, chaque forts est renforcé par des ouvrages d’infanterie, des batteries d’artillerie qui comblent les angles morts des forts, en complètent l’armement ou en assurent le soutien logistique. Le fort de Vancia était ainsi couvert par plusieurs batteries (ou redoutes) à Neyron (et Sermenaz) et à Sathonay.
À partir de 1890 sont construits également 2 magasins à poudre (capacité 100 tonnes) dont un dans le ravin de Sathonay.

### Construction
L’ouvrage est construit de 1878.

## Description
De forme trapézoïdale, elle hébergeait huit pièces d'artillerie aménagées le long du rempart. Ce-dernier était entouré d'un fossé protégé par deux caponnières.
Une caserne et une poudrière faisaient également partie de l'ouvrage.